# Granat uniwersalny

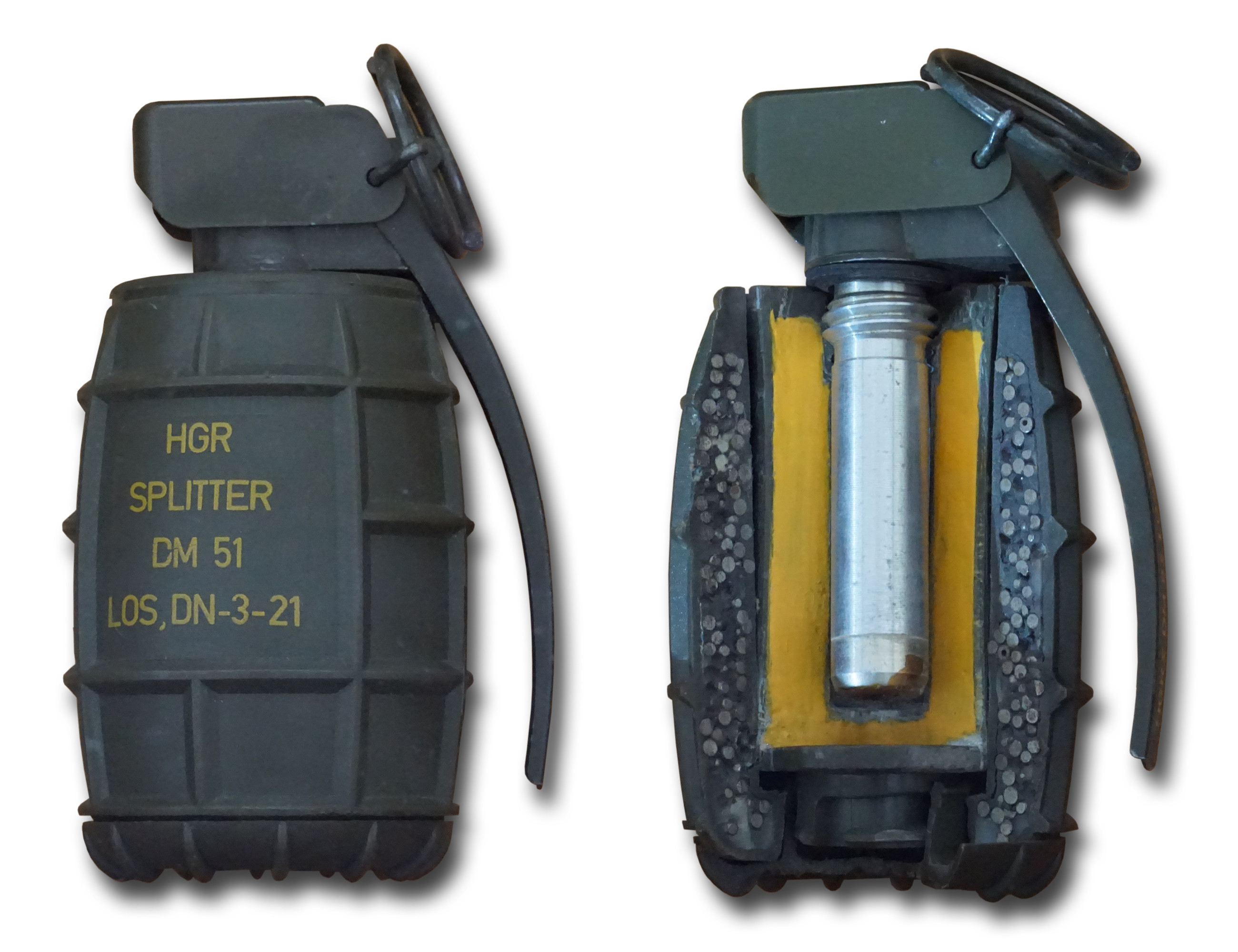
Granat uniwersalny DM 51, wewnątrz widoczny granat zaczepny otoczony tuleją odłamkową przekształcającą go w granat obronny

Granat uniwersalny - granat ręczny który może być wykorzystywany zarówno jako granat zaczepny jak i obronny.
Granaty uniwersalne dzielą się na dwie grupy:
- granaty z tuleją odłamkową - są to granaty zaczepne do których można dołączyć tuleję odłamkową i przekształcić je w ten sposób w obronne (np. DM 51, Oramil R-41)
- granaty ze skorupą zawierającą prefabrykowane odłamki o masie tak dobranej, że promień rażenia jest mniejszy od zasięgu rzutu (np. Eurometal EMZ, RGZ-89, URG-86). Granaty uniwersalne tej grupy są często klasyfikowane jako granaty obronne.